# Фиан, Сонни
Джон Игнейшиус Фиан (англ. John Ignatius Feehan; 17 сентября 1926 — 11 марта 1999), также известный как Сонни Фиан (англ. Sonny Feehan) — ирландский футболист, вратарь.

## Футбольная карьера
Уроженец Дублина, Фиан начал футбольную карьеру в местном клубе «Богемиан». Два года спустя перешёл в другой ирландский клуб «Уотерфорд». Провёл в «Уотерфорде» четыре сезона.
В ноябре 1948 года перешёл в английский клуб «Манчестер Юнайтед». В основном составе «Юнайтед» дебютировал только год спустя, 5 ноября 1949 года в матче Первого дивизиона против «Хаддерсфилд Таун», сохранив свои ворота «сухими». В декабре 1949 года из-за травмы основного вратаря «Юнайтед» Джека Кромптона Фиан провёл шесть матчей подряд в чемпионате. Однако из-за нестабильных выступлений не смог закрепиться в команде, сыграв в сезоне 1949/50 12 матчей в лиге и ещё 2 в Кубке Англии. Свой последний матч за «Манчестер Юнайтед» он провёл 7 апреля 1950 года: это была игра против «Бирмингем Сити», в которой «красные» проиграли со счётом 0:2. После перехода в «Юнайтед» Реджа Аллена в июне 1950 года Фиану разрешили покинуть команду в поисках игровой практики.
В августе 1950 года Фиан перешёл в «Нортгемптон Таун» за 525 фунтов стерлингов. В «Нортгемптоне» Фиан провёл два сезона, сыграв в общей сложности 40 матчей.
В 1954 году стал игроком «Брентфорда». В сезоне 1954/55 провёл за команду 31 матч. Однако впоследствии появлялся в основном составе «Брентфорда» очень редко, сыграв только 5 матчей с 1956 по 1959 год.
После ухода из «Брентфорда» играл за «Хедингтон Юнайтед».
Умер 11 марта 1995 года в возрасте 68 лет.

## Статистика выступлений
| Клуб              | Сезон            | Лига | Лига | Кубок | Кубок | Итого | Итого |
| Клуб              | Сезон            | Игры | Голы | Игры  | Голы  | Игры  | Голы  |
| ----------------- | ---------------- | ---- | ---- | ----- | ----- | ----- | ----- |
| Манчестер Юнайтед | 1949/50          | 12   | 0    | 2     | 0     | 14    | 0     |
| Манчестер Юнайтед | Итого            | 12   | 0    | 2     | 0     | 14    | 0     |
| Нортгемптон Таун  | 1950/51          | 19   | 0    | 0     | 0     | 19    | 0     |
| Нортгемптон Таун  | 1951/52          | 20   | 0    | 1     | 0     | 21    | 0     |
| Нортгемптон Таун  | Итого            | 39   | 0    | 1     | 0     | 40    | 0     |
| Брентфорд         | 1954/55          | 25   | 0    | 6     | 0     | 31    | 0     |
| Брентфорд         | 1955/56          | 0    | 0    | 0     | 0     | 0     | 0     |
| Брентфорд         | 1956/57          | 3    | 0    | 0     | 0     | 3     | 0     |
| Брентфорд         | 1957/58          | 1    | 0    | 0     | 0     | 1     | 0     |
| Брентфорд         | 1958/59          | 1    | 0    | 0     | 0     | 1     | 0     |
| Брентфорд         | Итого            | 30   | 0    | 6     | 0     | 36    | 0     |
| Всего за карьеру  | Всего за карьеру | 81   | 0    | 9     | 0     | 90    | 0     |